# قانون الجنسية المكسيكية
تحدد الجنسية في المكسيك من خلال قوانين متعددة، بما في ذلك المادة 30 من دستور المكسيك وقوانين أخرى. وتحدد المادة 32 من الدستور الحقوق التي يمنحها المشرع المكسيكي للمكسيكيين الذين يحملون أيضًا جنسية مزدوجة. وضعت هذه القوانين لتجنب النزاعات التي قد تنشأ في حالة الجنسية المزدوجة. وتم تعديل هذا القانون آخر مرة في عام 2021.
بشكل عام، تعتمد الجنسية المكسيكية على مبدأ حق الأرض ومبدأ حق الدم. يميز الدستور المكسيكي أيضًا بين حاملي الجنسية المكسيكية ومواطني المكسيك. تختلف الوسائل القانونية لاكتساب الجنسية والعضوية الرسمية في دولة ما عن علاقة الحقوق والالتزامات بين المواطن والأمة، والتي تُعرف بالمواطنة.

## اكتساب الجنسية
وفقا للمادة الثلاثين من دستور المكسيك هناك طريقتان يمكن للشخص من خلالها اكتساب الجنسية المكسيكية سواء بالولادة أوالتجنس.

### الجنسية بالولادة
ينص الدستور المكسيكي على أن المواطنين المكسيكيين حسب الميلاد هم:
- الأشخاص المولودون في إقليم المكسيك بغض النظر عن جنسية الوالدين أو وضع الهجرة في المكسيك.
- الأشخاص المولودون في الخارج لمواطن مكسيكي ولد في المكسيك
- الأشخاص المولودون للفرد بعد أن يصبح هذا الشخص مواطنا من مواطني المكسيك
- والأفراد المولودين على متن السفن التجارية المكسيكية أو السفن البحرية أو الطائرات المسجلة في المكسيك بصرف النظر عن جنسية الوالدين
- الأطفال المولودون للدبلوماسيين المكسيكيين أو وزارة الخارجية الموظفين العاملين في الخارج

### الجنسية بالتجنيس
المكسيكيون عن طريق التجنيس هم:
- أولئك الذين يحصلون من وزارة الخارجية على خطاب التجنس.
- فرد متزوج من مواطن مكسيكي مقيم في المكسيك يستوفي الشروط المنصوص عليها في قانون الجنسية المكسيكية: أن يعيش مع الزوج لمدة سنتين قبل تاريخ تقديم الطلب مباشرة.

وينص قانون الجنسية أيضا على أن الأجنبي الذي يرغب في التجنس يجب أن يقوم بما يلي:
- تقديم الطلب إلى أمانة الشؤون الخارجية؛
- وصياغة التخلي عن بلد الشخص الأصلي وأداء يمين الجنسية الوحيدة إلى المكسيك. مرة واحدة وقد أعطيت هذا؛
- إثبات المعرفة الإسبانية وتاريخ التكامل المكسيكي إلى الثقافة الوطنية؛ و
- إثبات الإقامة في المكسيك لمدة خمس سنوات مباشرة قبل تقديم الطلب، أو
- سنتين من الإقامة إذا:
  - سليل مباشر من مواطن مكسيكي بالولادة؛ أو
  - الأم أو الأب مكسيكيان بالولادة؛ أو
  - هو مواطن من أمريكا اللاتينية أو شبه الجزيرة الإيبيرية. أو
  - أنه قام أو أنجز أعمالا بارزة في مجال ثقافي أو اجتماعي أو علمي أو تقني أو فني أو رياضي أو تجاري يستفيد منه الأمة وفي هذه الحالة لا يطلب من الأجنبي أن يقيم في البلد لعدد السنوات المنصوص عليها في القانون؛ أو
  - سنة واحدة من الإقامة إذا اعتمدها مواطن مكسيكي وكذلك جميع القاصرين وهم من الجيل الثاني من أحفادهم أو الذين كانوا تحت وصاية مواطن مكسيكي.

## حيازة الجنسية المكسيكية
تنطوي الجنسية المكسيكية على عدة التزامات منصوص عليها في المادة 31 من الدستور وهي:
- أن تأخذ أطفالها أو تلاميذها إلى المدارس العامة أو الخاصة لتلقي التعليم الابتدائي والثانوي؛ فضلا عن التعليم العسكري وإذا اقتضى القانون ذلك؛
- أن يقدموا أنفسهم في الأيام والساعات التي تحددها البلديات التي يقيمون فيها لتلقي التعليم المدني والعسكري؛
- التجنيد والخدمة في الحرس الوطني للدفاع عن استقلال الأمة وإقليمها وشرفها وحقوقها ومصالحها؛
- المساهمة في النفقات العامة من خلال ضرائبها؛

وفيما يلي الوثائق التي تثبت الجنسية:
- شهادات الميلاد.
- خطاب التجنس.
- جوازات السفر.
- وبطاقات الهوية الوطنية.
- بطاقات الهوية القنصلية إذا كان لديهم صورة رقمية ونطاق مغناطيسي وتحديد الهوية ثلاثية الأبعاد.

## الجنسية المكسيكية
وكما هو الحال في معظم بلدان أمريكا الوسطى والجنوبية الأخرى يميز القانون المكسيكي بين الجنسية والمواطنة. والجنسية هي صفة الشخص في القانون الدولي الذي يصف علاقته بالدولة في حين تمنح الجنسية للمواطنين (الذين يحملون الجنسية المكسيكية) الذين لهم حقوق ومسؤوليات معينة أمام الدولة. وتنص المادة 34 من الدستور المكسيكي على أن المواطنين المكسيكيين هم مواطنون مكسيكيون يبلغون من العمر 18 سنة أو أكثر ولديهم «طريقة معيشية نزيهة». للمواطنين المكسيكيين هذه الحقوق:
- التصويت في جميع الانتخابات؛
- الترشح في جميع الانتخابات
- المشاركة بحرية في الشؤون السياسية للأمة؛
- دخول الجيش المكسيكي أو الحرس الوطني المكسيكي للدفاع عن الجمهورية ومؤسساتها.
- ممارسة حق الالتماس.

كما يميز القانون المكسيكي بين المواطنين المجنسين والمواطنين الطبيعيين المولودين بطرق عديدة. وبموجب الدستور المكسيكي يحظر على المواطنين المجنسين العمل في مجموعة واسعة من المناصب ومعظمهم من الحكومة. لا يمكن للمكسيكيين المجنسين أن يشغلوا أي من الوظائف التالية:
- الجيش المكسيكي خلال فترة السلام.[6]
- الشرطة.[6]
- الكابتن أو الطيار أو أفراد الطاقم في أي سفينة أو طائرة تحمل علم المكسيك [محل شك] [6]
- رئيس المكسيك[7]
- عضو في مؤتمر المكسيك [8]
- عضو المحكمة العليا في المكسيك [9]
- حاكم ولاية مكسيكية [10]
- عمدة أو عضو في المجلس التشريعي لمدينة مكسيكو [11]

## فقدان الجنسية
تنص المادة 37 من الدستور على أن المكسيكيين بالميلاد (المكسيكيين المولودين طبيعيا) لا يمكن أبدا أن يحرموا من جنسيتهم  على النحو المحدد في قانون الجنسية في اكتساب جنسية أخرى. ومع ذلك قد يفقد المكسيكيون المجنسين جنسيتهم عن طريق القيام بما يلي:
- اكتساب طوعا جنسية أخرى أو تقديم أنفسهم كأجانب أو قبول سندات النبلاء التي تنطوي على التقديم إلى دولة أجنبية.؛

وعلى الرغم من أن المواطنين المكسيكيين بالولادة لا يمكن أبدا أن يفقدوا جنسيتهم قسرا فقد تفقد الجنسية المكسيكية وبالتالي صلاحياتها إذا قام شخص بما يلي:
- يخدم في حكومة أجنبية دون إذن من كونغرس الاتحاد.
- أو يقبل أو يستخدم التفرقة أو الألقاب أو الوظائف الأجنبية دون إذن من كونغرس الاتحاد باستثناء تلك الأدبية أو العلمية أو الإنسانية في طبيعتها؛
- يساعد مواطن أو حكومة أجنبية ضد المكسيك في أي مطالبة دبلوماسية أو أمام محكمة دولية.

ويمكن للمواطنين المكسيكيين التخلي عن جنسيتهم لغرض اكتساب جنسية أخرى.

## تعدد الجنسية
يقر قانون الجنسية المكسيكية بأن المكسيكيين بالولادة قد يحمل جنسية أخرى. أما إذا كان الأمر كذلك فيجب على هذا الفرد أن يدخل البلد ويغادره بصفة مكسيكية (بتقديم دليل مكسيكي على الجنسية). وينص القانون أيضا على أنه بغض النظر عن حيازة جنسية أخرى فإن الفرد يعتبر دائما مواطن مكسيكي أو لا يستطيع المطالبة بالحماية من بلد أجنبي في حالات معينة:
- المشاركة في رأس مال مؤسسة أو شركة إذا كانت تشكل وفقا للقانون المكسيكي؛
- إعطاء اعتمادات لهذه الكيانات؛
- تملك ممتلكات في الأراضي المكسيكية.

ولا يجوز انتخاب جميع المواطنين المكسيكيين المولودين بحكم جنسية أخرى أو العمل في وظائف عامة إلا في الحالات التي ينص فيها القانون بوضوح على وجوب عدم اكتساب جنسية أخرى. إذا كان في هذه الحالة يمكن أن يطلب شهادة الجنسية من الحكومة والتخلي عن الجنسية الأخرى.

## متطلبات التأشيرة

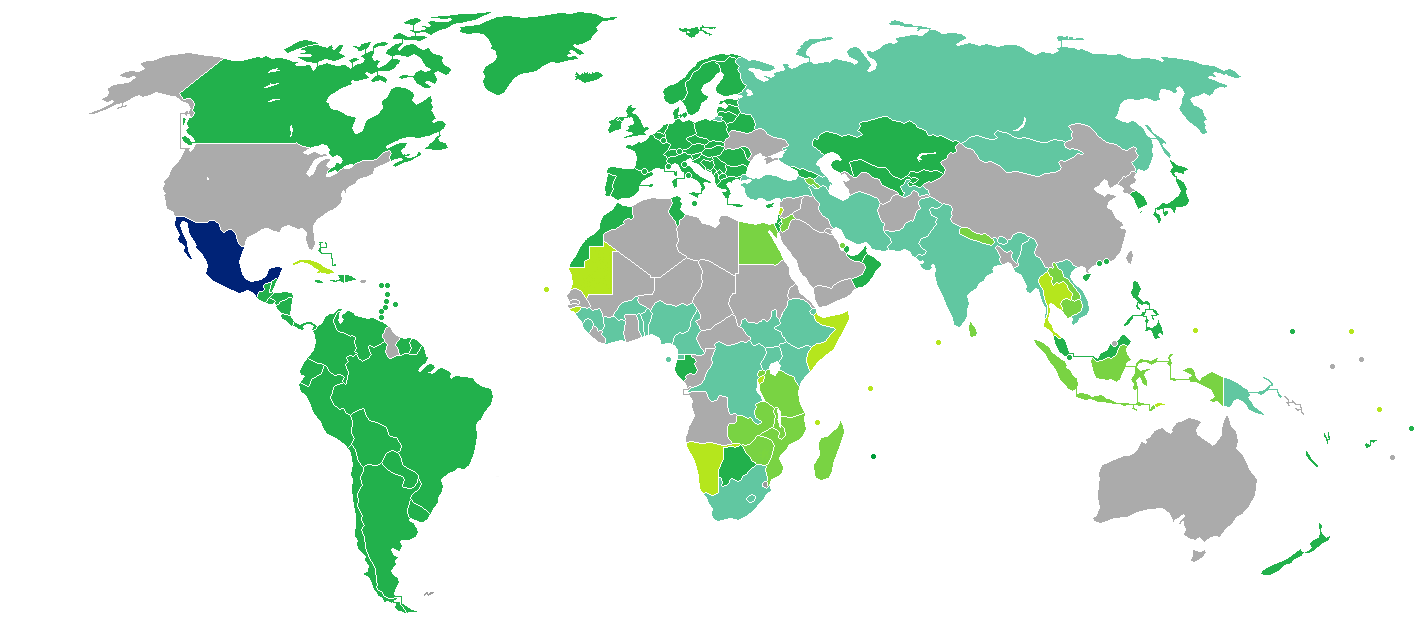
متطلبات التأشيرة للمواطنين المكسيكيين
المكسيك
تأشيرة الدخول المجاني
تاشيرة الدخول عند الوصول
التأشيرة الإلكترونية
تأشيرة متوفرة على حد سواء عند الوصول أو عبر الإنترنت
بطاقة السحب الالي مطلوبة

متطلبات التأشيرة للمواطنين المكسيكيين هي قيود الدخول الإداري من قبل سلطات الدول الأخرى الموضوعة على مواطني المكسيك. وفي عام 2017، حصل المواطنون المكسيكيون على تأشيرة دخول أو تأشيرة دخول لدى وصولهم إلى 142 بلدا وإقليما وحصل جواز السفر المكسيكي المرتبة ال 26 من حيث حرية السفر وفقا لمؤشر قيود التأشيرة.

## روابط خارجية
- Inicio - Instituto Nacional de Migración
- Camara de Diputados de los Estados Unidos Mexicanos
- Mexican nationality by law (Spanish)
- Requirements for acquisition of Mexican nationality (Spanish)